# Miguel Mihura
Miguel Mihura (Madrid, 21 luglio 1905 – Madrid, 28 ottobre 1977) è stato un drammaturgo e scrittore spagnolo, conosciuto soprattutto per la sua commedia Tres sombreros de copa (1932), un'opera ritenuta anticipatrice del teatro dell'assurdo di Beckett e Ionesco e che segnò una rottura con le precedenti convenzioni del teatro comico spagnolo.
Scrisse ventidue opere teatrali, molte delle quali trasposte in versione cinematografica, un centinaio di articoli su varie riviste, circa cinquanta sceneggiature e un romanzo intitolato Mis Memorias, vagamente basato sulla sua vita.

## Biografia
Il padre di Miguel Mihura Álvarez, quando questi nacque, aveva 28 anni ed era già un attore di successo della commedia spagnola. All'età di cinque anni Miguel osservò il suo primo spettacolo teatrale dietro le quinte e ne fu affascinato. Sappiamo poco di sua madre, Doña Dolores Santos, una libera professionista che lo sostenne sempre nei suoi progetti.
Dopo aver frequentato il Collegio di San Isidoro a Madrid ed essersi laureato, Miguel preferì dedicarsi a campi meno accademici, studiando musica, lingue, disegno e imparando a suonare il pianoforte.
Il padre, divenuto direttore di diversi teatri, gli fece guadagnare il suo primo stipendio nella biglietteria de "El Teatro del Rey Alfonso". Miguel poté fare la conoscenza di molti scrittori, tra cui Pedro Muñoz Seca e Carlos Arniches e diventare un esperto dell'ambiente teatrale. Dopo la morte del padre, deceduto improvvisamente nel 1925 in una stanza d'albergo a San Sebastián, la famiglia mantenne un tenore di vita dignitoso grazie al patrimonio da questi accumulato durante le attività teatrali. Miguel dopo questo evento decise però di lasciare il teatro, realizzando solo più tardi che questa era invece la sua vocazione.
Durante gli anni venti lavorò come giornalista e disegnatore di fumetti, pubblicando sotto lo pseudonimo di Miguel Santos in riviste come Gutiérrez, Macaco, Buen Humor y Muchas Gracias. Sempre in questi anni connotati dallo stile di vita bohémienne e dall'attività dei caffè letterari, conobbe importanti giornalisti del genere umoristico come Tono, Edgar Neville e Enrique Jardiel Poncela; quest'ultimo lo influenzò particolarmente nello stile. Nel 1923 si ammala e deve subire una seria operazione che lo rende infermo per tre anni.
Nel 1927 Mihura inizia la sua collaborazione alla rivista Gutiérrez appena fondata dal disegnatore "K-Hito". Il personaggio che dà il nome alla rivista è un oscuro funzionario impiegato nella Dirección General de Cuentas Atrasadas, a capo del Negociado de Incobrables, distaccato e ironico osservatore della vita quotidiana che lo circonda. Gutiérrez è anche autore di diversi testi, per lo più lettere, e ciò che lo rende insolito è il suo stile marcatamente burocratico. I racconti che Mihura scrisse per questa rivista trattano spesso della crisi d'identità. Nel suo racconto Los humoristes  utilizza come protagonista un bambino, una sorta di alter ego con il quale egli traduce i dati della realtà circostante in un linguaggio non ancora deformato dall'educazione degli adulti.
Nel 1932 scrive Tres sombreros de copa, un'opera teatrale pubblicata solo nel 1947, e messa in scena nel 1952. Questa commedia è considerata come una delle opere maestre del teatro umoristico e anticipatrice di alcuni aspetti del Teatro dell'assurdo. In essa vengono affrontati temi come le restrizioni sociali, la libertà e l'immaginazione, motivo quest'ultimo comune a tutta l'opera di Mihura.
Durante la guerra civile, Miguel si rifugia a San Sebastián dalla parte dei ribelli e milita nella Falange Spagnola. Dal 1936 al 1939 è direttore di una rivista di propaganda per i soldati del fronte, La Ametrallatora. Nel 1941 fonda la rivista settimanale La Codorniz di cui sarà direttore fino al 1946. Tale rivista verrà considerata il più significativo periodico umoristico e satirico del momento e caratterizzerà la produzione teatrale di Mihura.
Dopo il grande successo conseguito con l'opera El caso de la mujer asesinadita scritta nel 1944 in collaborazione con Alvaro de Laiglesia, Mihura abbandona il suo lavoro giornalistico per dedicarsi interamente al teatro. Il tema della libertà apparirà in diversi altri lavori, come ¡Sublime decisión! (1955), Mi adorado Juan (1956) e La bella Dorotea (1963), sebbene con differenti prospettive. Nella prima, Mihura tratta dell'emancipazione della donna alla fine del XIX secolo. Nella seconda, invita lo spettatore ad allontanarsi dalle severe e convenzionali norme sociali. Nell'ultima, riflette sul conflitto in cui si trova il personaggio femminile, in questo caso Dorotea, con la società meschina, crudele e intransigente dell'epoca franchista.
A partire dagli anni '50 si nota un cambiamento stilistico nell'opera di Mihura: la satira si impone sull'umorismo. Questa svolta, che si può rilevare già nell'opera El caso de la señora estupenda (1953), si consolida con l'opera A media luz los tres e porterà alla scrittura del copione del film Bienvenido, Mister Marshall nel 1952 in collaborazione con Bardem e Berlanga. Nel 1957 Mihura scrive un romanzo basato sulla sua vita, intitolato Mis memorias. Nel 1959 scriverà un'altra opera teatrale intitolata Maribella y la extraña familia, mentre nel 1964 verrà inscenata l'opera Ninette y un señor de Murcia. Proseguirà la sua vita componendo opere teatrali tra cui Ninette, modas de París  nel 1966, La tetera  nel 1965, La decente 1967, fino alla sua ultima opera Sólo el amor y la luna traen fortuna nel 1968. Dal 1969 fino al 1977, anno della sua morte, Mihura continua la sua attività di drammaturgo, scrivendo racconti e sceneggiature cinematografiche.

## Opere
Miguel Mihura rinnovò il teatro comico spagnolo con la sua propensione per i giochi semantici e richiami all'assurdo. La marcata presenza di situazioni illogiche e la mancanza di coerenza del discorso in alcune delle sue opere, lo hanno fatto ritenere un anticipatore del teatro dell'assurdo. Il teatro di Mihura non desidera porre una critica sistematica dei valori tradizionali, politici o religiosi della società, ma ridicolizza i valori morali accettati come norme dalla maggioranza degli individui.
Mihura lavorò inoltre nel campo cinematografico. Le sue commedie vengono generalmente classificate in due periodi:
- Primo periodo (tra il 1932 e il 1946): predomina il conflitto tra il protagonista e il contesto sociale in cui vive. Alcuni titoli: Tres sombreros de copa e altre opere composte in collaborazione con altri autori come Viva lo imposible o el contable de estrellas (1939), Ni pobre ni rico, sino todo lo contrario (1943), El caso de la mujer asesinadita (1946).
- Secondo periodo: è costituito da opere comico-costumbriste, intrighi e polizieschi. Alcuni titoli: Maribella y la extraña familia (1959), Ninette y un señor de Murcia (1964).

### Classificazione delle opere teatrali
Benché le sue opere siano difficili da classificare a causa della compresenza di diversi temi e stili, sono state suddivise in:

#### Opere appartenenti al teatro dell'assurdo
- A media luz los tres (1953). Fu il primo grande successo.
- Mi adorado Juan (1956). In quest'opera sono combinati elementi dell'assurdo e del dramma sociale. Vinse un premio del Teatro Nazionale Spagnolo nel 1956-57.

#### Opere legate al crimine
- El caso de la mujer asesinadita (1946). Sono presenti una forte suspense ed elementi sovrannaturali.
- El caso de la señora estupenda (1953). Si tratta di un melodramma, considerato dai critici con una trama troppo seria.
- Una mujer cualquiera (1953).
- Carlota (1957). L'opera è una parodia del racconto poliziesco inglese.
- Melocotón en almíbar (1958).

#### Opere di tema sociale
- ¡Sublime decisión! (1955).
- Maribel y la extraña familia (1959), conseguì i più alti incassi del tempo e vinse un premio dal Teatro Nazionale nel 1959-60. Dall'opera venne realizzato un film, prodotto in diversi Paesi stranieri.
- La bella Dorotea (1963).
- Ninette y un señor de Murcia (1964). Vinse il "Premio Nacional de Teatro Calderón de la Barca".

### Opere teatrali ed anno di debutto
- ¡Viva lo imposible! o el contable de estrellas (1939).
- Ni pobre ni rico, sino todo lo contrario (1943).
- El caso de la mujer asesinadita (1946).
- Tres sombreros de copa (1952).
- Una mujer cualquiera (1953).
- El caso de la señora estupenda (1953).
- A media luz los tres (1953).
- El caso del señor vestido de violeta (1954).
- Tres citas con el destino (1954).
- ¡Sublime decisión! (1955).
- La canasta (1955).
- Mi adorado Juan (1956).
- Carlota (1957).
- Melocotón en almíbar (1958).
- Maribel y la extraña familia (1959).
- El chalet de madame Renard (1961).
- Las entretenidas (1962).
- La bella Dorotea (1963).
- Milagro en casa de los López (1964).
- Ninette y un señor de Murcia (1964).
- Ninette, modas de París (1966).
- La tetera (1965).
- La decente (1967).
- Sólo el amor y la luna traen fortuna (1968).

## Premi e riconoscimenti cinematografici
Medaglie del Círculo de Escritores Cinematográficos (CEC)
| Anno | Categoria              | Film                            | Risultato |
| ---- | ---------------------- | ------------------------------- | --------- |
| 1948 | Miglior film originale | ''La calle sin sol''            | Vincitore |
| 1953 | Miglior film originale | ''Bienvenido, Mister Marshall'' | Vincitore |